# Rick Hillier

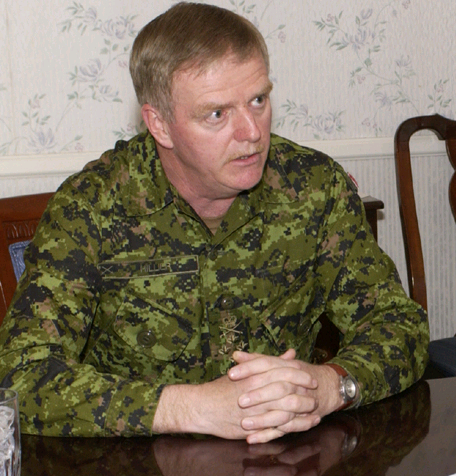
General Rick Hillier

General Richard J. Hillier (* 1955 in Campbellton, Neufundland) war der Chef des kanadischen Generalstabes und damit der ranghöchste Soldat Kanadas. Er wurde am 1. Juli 2008  von Walter Natynczyk abgelöst.

## Leben
Nach dem Studium an der Universität Neufundland und einer Ausbildung zum Panzeroffizier trat er seinem ersten Regiment, den Princess Louise’s Hussars in Petawawa, Ontario bei.
Anschließend wurde er zu den Royal Canadian Dragoons versetzt. Mit diesem Verband, über den er später auch das Kommando übernahm, diente er auch in Deutschland.
Im Verlauf seiner Karriere befehligte General Hillier Truppen von Zugstärke bis hin zu multinationalen Verbänden in Kanada, Europa, Asien und in den Vereinigten Staaten.
Im Jahr 2000 übernahm er das Kommando über die multinationale Division „Nordwest“ bei der NATO-geführten Stabilisierungstruppe SFOR in Bosnien-Herzegowina.
2003 wurde er Oberbefehlshaber der kanadischen Streitkräfte und kurz darauf Kommandeur der ISAF-Truppe in Afghanistan. Von ihm wird der oft zitierte Satz, den ihm ein Taliban-Kämpfers gesagt habe, überliefert: “You have the watches, but we have the time” (Ihr habt die Uhren, aber wir haben die Zeit).
Ab dem 4. Februar 2005 war General Hillier Chef des kanadischen Generalstabes.
Er ist verheiratet und hat zwei Söhne.